# Arctia luneburgensis
Arctia luneburgensis là một loài bướm đêm thuộc phân họ Arctiinae, họ Erebidae.